# 190 Ismena
190 Ismena (mednarodno ime 190 Ismene) je asteroid tipa P v glavnem asteroidnem pasu. Pripada družini asteroidov Hilda.

## Odkritje
Asteroid Ismeno je odkril astronom Christian Heinrich Friedrich Peters (1813 –1890) 22. septembra 1878. Poimenovan je po Ismeni, sestri Antigone iz grške mitologije.

## Lastnosti
Asteroid Ismena obkroži Sonce v 7,94 letih. Njegova tirnica ima izsrednost 0,165, nagnjena pa je za 6,166 ° proti ekliptiki. Premer asteroida je 159 km, okoli svoje osi se zavrti v  6,52 h . 
Njegova površina je zelo temna, verjetno vsebuje tudi vodo ter snovi, ki vsebujejo ogljik.